# Baak (plaats)
Baak (Nedersaksisch: Boak) is een klein Nederlands dorp in de Gelderse Achterhoek, gemeente Bronckhorst, tussen Steenderen, Vorden en Wichmond, op een kleine tien km van Zutphen. Tot 2004 maakte Baak deel uit van de voormalige gemeente Steenderen.
Het heeft circa 575 inwoners in de kern en een kleine 1.040 inclusief de buitengebieden.

## De naam Baak
Het is onduidelijk waar de naam Baak vandaan komt. Een mogelijke verklaring is dat hij stamt van het Germaanse woord 'baki', dat beek betekent. Dit zou een logische verklaring zijn, aangezien Baak aan de Baakse beek gelegen is. In de naam van Baak zou ook het Middelnederlandse woord 'beeke' te herkennen zijn, dat eveneens 'beek' betekent. Een legende vertelt een andere oorsprong van de naam van het dorp. In Baak zou ooit een kalf in de kerktoren terechtgekomen zijn dat uit het raam kwam te hangen en 'boaaak, boaaak' begon te loeien. Duidelijk is dat dit niet meer dan een volksvertelling is.

## De geschiedenis van Baak
Door de vondst van een aantal urnen uit de 10e eeuw weet men dat er toen al mensen in Baak woonden.
In 11e eeuw werd het hofstelsel in Baak ingevoerd en kreeg het twee hoven, hof te Baak van de Graaf van Gelre en hof Tamming van de bisschop van Utrecht. In de 12e eeuw werd veel woeste grond ontgonnen en nam de bevolking sterk toe. Rond 1400 richtte men de marke van Baak op.
De heer van Baak bouwde in de 13e eeuw te Baak een aan de heilige Nicolaas gewijde kapel: de Baakse kapel. De plaatselijke bevolking moest desondanks naar Steenderen voor het bijwonen van de heilige mis.

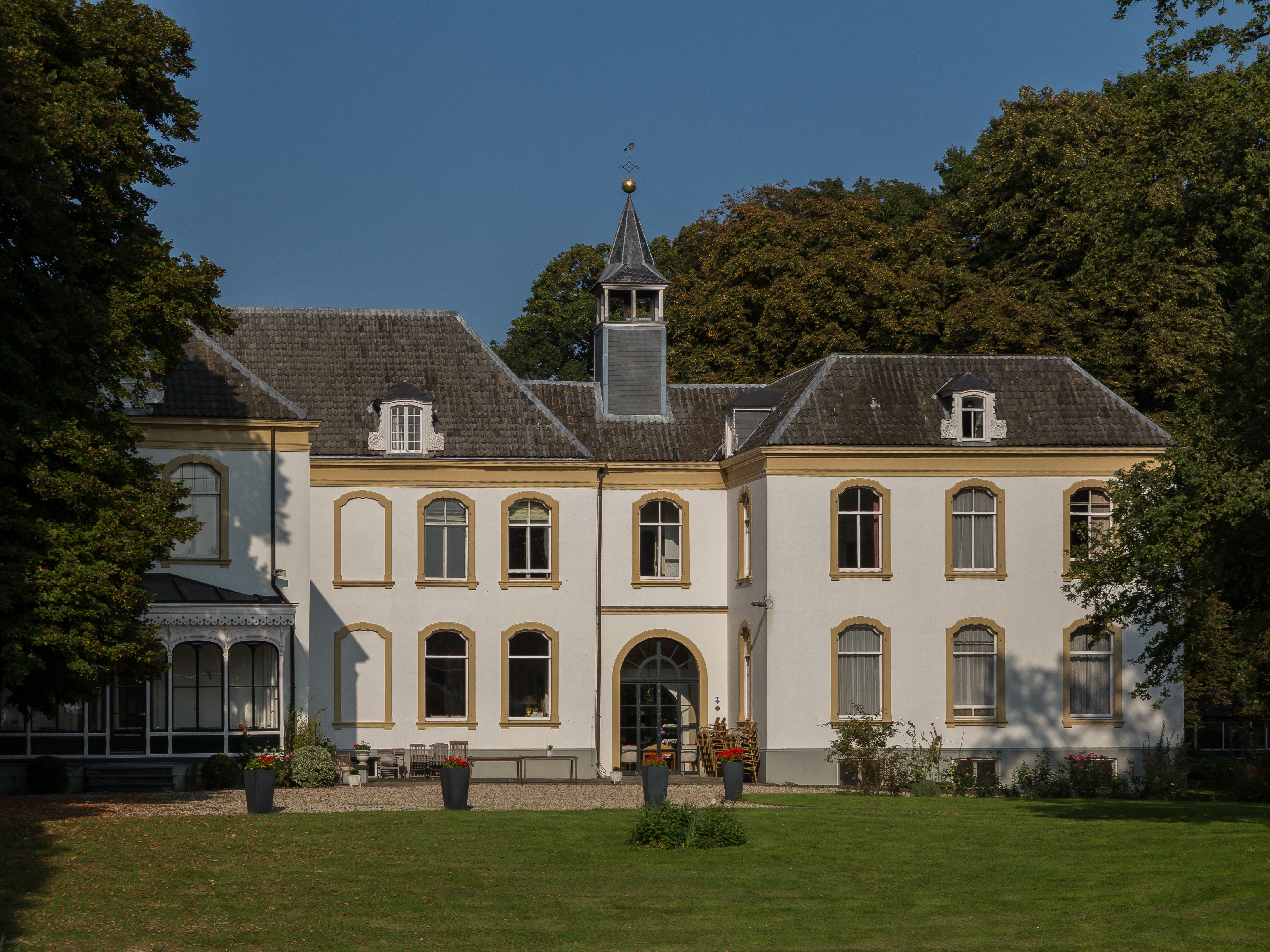
Huis Baak

In de 14e eeuw vocht de heer van Baak met een aantal horigen in de Limburgse Successieoorlog. Dichter bij huis was er de strijd tussen de Heeckerens en Bronckhorsten. Aangezien Baak niet ver van Bronkhorst lag, had het dorp ook te lijden van deze strijd; er zijn plunderingen geweest en de kapel werd verwoest. In 1362 is er een nieuwe kapel gebouwd, voorzien van een toren met 115 cm dikke muren en een smalle ingang. De toren kon daardoor in tijd van oorlog dienstdoen als versterking, ze staat er nog steeds terwijl de kapel reeds lang is verdwenen. De tegenwoordige Sint-Martinuskerk uit 1890 werd ontworpen door architect Alfred Tepe.

## Huis Baak
Binnen de dorpsgrenzen, langs de weg naar Wichmond, ligt Huis Baak, een van de vele kastelen die dit deel van de Achterhoek rijk is. Het kasteel was vanaf 1982 een Mariapoli van de rooms-katholieke Focolarebeweging. In 2007 werd het verkocht aan Ellel Ministries, een internationaal genootschap van Britse oorsprong voor christelijke geloofsverdieping en geestelijk onderwijs. Het huis is vanaf de openbare weg goed te zien, er is ook een wandelpad door het omliggende park.